# Szép kelet, szép nap
A Szép kelet, szép nap egy újévtől vízkeresztig énekelt egyházi népének. A dallam a két jellegzetes szinkópával a Cantus Catholici-ben található meg legkorábban. A szöveg és a dallam együtt Kovács Márk Énekeskönyvében jelent meg először. A Szent vagy, Uram! 39. számú éneke.
Feldolgozás:
| Szerző       | Mire          | Mű                      |
| ------------ | ------------- | ----------------------- |
| Bárdos Lajos | vegyeskar     | Szép kelet, szép nap!   |
| Petres Csaba | vegyeskar     | Szép kelet, szép nap!   |
| Petres Csaba | három furulya | Tarka madár, 157. kotta |

## Kotta és dallam
1) 
| Szép kelet, szép nap! nincs benned homály, Mert az örök nap benned a király. Új esztendőben új szívekkel, Dicsérünk Jézus énekekkel. | Már a bölcsőnél törlöd bűnünket, Szűz Anyád keblén mosod lelkünket. Új esztendőben új szívekkel, Dicsérünk Jézus énekekkel.   |
| E napon ontod az első csepp vért, Mit a jó Isten váltságul ígért. Új esztendőben új szívekkel, Dicsérünk Jézus énekekkel.            | Hogyha megtartasz még több időre, Virradjunk boldog, szebb jövendőre. Új esztendőben új szívekkel, Dicsérünk Jézus énekekkel. |

## Felvételek
- Szép kelet, szép nap. Szvorák Katalin  gloria.tv (Hozzáférés: 2016. december 8.) (audió)
- Szép kelet, szép nap. Hittansuli (Hozzáférés: 2016. december 8.) (audió) arch
- Szép kikelet, szép nap (sic!). Kispesti Erkel Ferenc Általános Iskola Kicsinyek Kórusa  YouTube (2013. december 21.)  (Hozzáférés: 2016. december 8.) (videó)